# Английский крестовый голубь
Голубь Монахиня (Английский крестовый голубь) (англ. Nun pigeon) — декоративная порода голубей, выведенная в Велокобритании. Голуби этой породы имеют белый окрас тела, на голове имеют капюшон из перьев, который и дал название породе. Размер кольца 8 мм.

## Стандарт
Тип и размер
Тело голубя короткое, коренастое, среднего размера, с вертикальной осанкой, с хорошими пропорциями корпуса и большим гребнем. Высота взрослого голубя достигает 23 см от основания ноги до верхней части головы, не учитывая гребень и 25 см в длину от передней части груди до кончика хвоста.
Голова
Голова широкая спереди, с высоким лбом, который резко поднимается вперед над клювом выше глаз, а затем продолжается горизонтально до пересечения с гребнем под углом 90 градусов. Здесь основные перья формируют подушку в основании гребня, которая придает голове более массивный вид. При осмотре спереди пространство между глазами и на щеках хорошо заполнено оперением, что придает голове широкий и округлый вид.
Клюв
Клюв короткий, 1 см, толстый и прямой, плотно сомкнутый. Воображаемая линия, проведённая между челюстей назад, проходит ниже века, но на одном уровне с основанием гребня.
Восковица
Восковица узкая, тонкой текстуры, с тонким белым налетом.
Глаза
Глаза у голубя этой породы круглые, полностью жемчужные или белого цвета с маленьким чёрным зрачком. Глаза не закрыты перьями и размещены по центру головы, точно между клювом и основанием гребня. По вертикали расположены над голеностопным суставом.
Веки
Веки небольшие, узкие и тонкой текстуры, совпадающие по цвету с клювом.
Тело
Тело голубя коренастое, широкое в плечах, сужающееся к хвосту, если смотреть сверху, с полной, широкой, округлой, высокой и сильно выпуклой вперёд грудью. Шея сильная, широкая у основания, постепенно сужающаяся к горлу и средней длины, чтобы дать прочную основу для головы и гребня.
Крылья
Крылья плотно сомкнуты, лежат близко к телу и на верхней части хвоста. Ни в коем случае разлёты не должны быть подняты выше хвоста или опускаться ниже. Крылья имеют полный комплект из 10 первичных и 10 средних маховых перьев, все цветные перья разлёта должны располагаться последовательно от внешних перьев внутрь крыла.
Хвост
Хвост собран, каждое перо широкое и короткое насколько возможно, длина не больше, чем 1,75 см от конца разлётов и с полным комплектом из 12 перьев. Цветная окраска должна начинаться от огузка сверху и от клина снизу. Должен располагаться на 1,75-2 см выше земли.
Торцы крыла
Торцы крыла вынесены далеко вперед и расположены близко к телу, придавая телу форму клина от плеч до хвоста. Полностью лишены испорченных перьев.
Ноги
Ноги прямые, чистые, средней длины и без перьев ниже коленных суставов. Хорошо обособлены и отнесены назад, что придаёт изящество осанке. Ноги ярко-красного цвета, бедра полностью свободны от перьев.
Лапы
Голеностопный сустав располагается точно на одной вертикальной линии с глазами. Лапы маленькие, ярко-красного цвета и без перьев, с когтями под цвет клюва и век.
Гребень
Гребень высокий, широкий и густой, симметричен с обеих сторон, расположен на линии клюва и чуть ниже век. Перья расположены под углом 90 градусов к верхней части головы. На задней части головы перья расположены в виде плавной кривой, без раскола, на задней части шеи постепенно переходят в небольшую гриву. Перья по бокам корпуса опускаются равномерно, гармонируя с линией шеи.
Фартук
Фартук полный, глубокий и плавно изогнутый, является продолжением основного рисунка головы и частично основания гребня, но не доходит до задней части головы или гривы. Фартук идёт вниз по шее и заканчиваться на груди на одном уровне с верхней частью крыльев и не охватывает шею дальше, чем передняя её половина.
Оперение
Перья мягкие, широкие, гладкие и с хорошим блеском. Оперение чистое и здоровое, плотно прилегают к телу, голове, крыльям и хвосту. Перья гребня лежат немного свободнее, чтобы обеспечить нужную высоту, ширину и форму гребня.
Окрас
Голова, фартук, хвост и десять первичных маховых перьев на каждом крыле окрашены. Остальная часть тела и крылья чисто белые. Окрашенная часть четко определена и разграничена, все цвета глубокие и чистые. У породы 6 вариантов окраса.